# Dionísio Manhães Barreto
Dionísio Manhães Barreto (Campos dos Goytacazes, 21 de março de 1842 — 31 de março de 1907) foi um político brasileiro. Exerceu o mandato de deputado federal constituinte pelo Rio de Janeiro em 1891.